# Fuerza Regional Independiente
Fuerza Regional Independiente (FRI) fue una coalición electoral chilena de carácter regional creada en octubre de 2005. Estaba conformada por el Partido de Acción Regionalista (PAR) y la Alianza Nacional de los Independientes (ANI).
La coalición presentó un total de 29 candidaturas (23 a diputados y 6 a senadores) en las elecciones parlamentarias de 2005 únicamente en las regiones de Tarapacá, Antofagasta, Atacama, la Araucanía, Los Lagos y Aysén. Obtuvo la elección de una diputada: Marta Isasi, por el PAR, en la Provincia de Tarapacá.
Los partidos que integraron la coalición se fusionaron el 4 de julio de 2006 para formar el Partido Regionalista de los Independientes.

## Resultados electorales
| Año elección (total diputados) | Diputados electos | Votos  | Porcentaje |
| ------------------------------ | ----------------- | ------ | ---------- |
| 2005 (120)                     | 1                 | 77.213 | 1,17%      |